# 아오노고촌
아오노고촌(青郷村)은 후쿠이현 오이군에 설치되었던 촌이다. 현재의 다카하마정 남서부에 해당한다.